# Episodi di Profiling (ottava stagione)
L'ottava stagione della serie televisiva Profiling, composta da 10 episodi, è stata trasmessa in prima visione in Francia da TF1 dal 7 settembre al 5 ottobre 2017.
In Italia la stagione sarà trasmessa in prima visione satellitare su Fox Crime, canale a pagamento della piattaforma Sky, dal 22 marzo al 19 aprile 2018.
| nº | Titolo originale                | Titolo italiano              | Prima TV Francia  | Prima TV Italia |
| -- | ------------------------------- | ---------------------------- | ----------------- | --------------- |
| 1  | Le Prisonnier : 1ère partie     | Il prigioniero - 1ª parte    | 7 settembre 2017  | 22 marzo 2018   |
| 2  | Le Prisonnier : 2ème partie     | Il prigioniero - 2ª parte    | 7 settembre 2017  | 22 marzo 2018   |
| 3  | Les héritiers, 1ère partie      | Gli eredi - 1ª parte         | 14 settembre 2017 | 29 marzo 2018   |
| 4  | Les héritiers, 2ème partie      | Gli eredi - 2ª parte         | 14 settembre 2017 | 29 marzo 2018   |
| 5  | Mère patrie                     | Madre patria                 | 21 settembre 2017 | 5 aprile 2018   |
| 6  | De chair et d'os                | Carne e ossa                 | 21 settembre 2017 | 5 aprile 2018   |
| 7  | Intime conviction - 1ère partie | Ferma convinzione - 1ª parte | 28 settembre 2017 | 12 aprile 2018  |
| 8  | Intime conviction - 2ème partie | Ferma convinzione - 2ª parte | 28 settembre 2017 | 12 aprile 2018  |
| 9  | Burn out                        | Crollo emotivo               | 5 ottobre 2017    | 19 aprile 2018  |
| 10 | Vertiges                        | Vertigini                    | 5 ottobre 2017    | 19 aprile 2018  |